# Sziget a szárazföldön
A Sziget a szárazföldön 1969-ben készült fekete-fehér magyar filmvígjáték, amelyet Elek Judit rendezett nagyjátékfilmes debütálásaként. A film egy drámakomédia, amelynek középpontjában egy idős özvegyasszony áll, Kiss Manyi alakításában. A filmet részben rejtett kamera stílusában forgatták Budapest utcáin, a főszereplőnő pedig zavarodottan járókelőkkel beszél a kamera előtt. A filmet retrospektív módon játszották a Cannes-i Filmfesztiválon és a  Rotterdami Filmfesztiválon; az előbbin és az 1969-es New York-i Filmfesztiválon versenyen kívül is indult. A 35 mm-es kópia restaurálását a Nemzeti Filmintézet végezte.

## Cselekmény
Az egykori fiumei hajóskapitány mára özvegy, nyugdíjas leánya szép, egykor nagy lakása, kétszobásra zsugorodott, antik bútorokkal berendezett, emlékekkel, csecsebecsékkel túlzsúfolt társbérleti lakrészében magányosan él. Sokan ezt is irigylik tőle, mivel a második világháború után két évtizeddel a fővárosban még nagy a lakásínség. A házmesterné javasolja neki, hogy cserélje kisebbre előbb a házban, ám ott nem sikerül, így később már városszerte. A lelkében szebb napokat jelentő múltban élő idős asszony viszontagságos próbálkozásait kíséri végig a rejtett kamera stílusában forgatott film. Végül egy csendes nyugodt budai egyszobás lakásban állapodik meg, ahol ugyanolyan magányosan tengeti hátralevő napjait.

## Szereplők
- Kiss Manyi... idős nő
- Almási Éva... fiatal nő
- Bathó László
- Bánfalvi József
- Békés Itala ... 1. iker
- Békés Rita ... 2. iker
- Dégi István ... fiatal férj
- Margitai Ági ... fiatal feleség
- Pásztor Erzsi ... Venczelné
- Hamvay Lucy ... házmesterné
- Korga Gyuri ... kisfiú
- Novák István ... Venczel

## Fordítás
- Ez a szócikk részben vagy egészben  a   The Lady from Constantinople című angol Wikipédia-szócikk ezen változatának fordításán alapul.  Az eredeti cikk szerkesztőit annak laptörténete sorolja fel. Ez a jelzés csupán a megfogalmazás eredetét és a szerzői jogokat jelzi, nem szolgál a cikkben szereplő információk forrásmegjelöléseként.